# Teodor Teodorov
Teodor Teodorov (Теодор Теодоров; 8. dubna 1859, Elena – 5. srpna 1924) byl čelný bulharský politik a právní odborník, jenž sloužil jako předseda vlády bezprostředně po první světové válce.
Teodorov se prvně dostal do popředí díky své podpoře reformy bulharského právního systému. Stal se členem komise sestavené v roce 1911, která nakonec vytvořila Zákon o justiční správě, kterým byl ustanoven Nejvyšší soud.
Po rezignaci Alexandra Malinova byl 28. listopadu 1918 povolán do čela koaliční vlády a usiloval o udržení pořádku v poražené zemi. Ač byl původně oponentem Alexandra Stambolijského, byl posléze přinucen přijmout tohoto čelného představitele BZLS do vlády a následně jím být vystřídán ve funkci předsedy vlády. Teodorov pak již v bulharské politice nehrál žádnou podstatnou úlohu.